# Jim McInally
James Edward McInally (ur. 19 lutego 1964 w Glasgow) – szkocki piłkarz grający na pozycji lewego obrońcy lub pomocnika.

## Kariera klubowa
McInally urodził się w Glasgow, a karierę piłkarską rozpoczął w tamtejszym klubie Celtic F.C. W 1982 roku trafił do pierwszej drużyny z juniorów, a w 1983 roku zadebiutował w Scottish Premier League, jednak już na początku 1984 został wypożyczony do Dundee F.C. Następnie odszedł z Celtiku do angielskiego Nottingham Forest. W klubie tym spędził półtora roku, a w 1986 przeszedł do Coventry City za 80 tysięcy funtów. W barwach Forest rozegrał 36 meczów, a w Coventry – 5.
Latem 1986 roku McInally został sprzedany z Coventry do Dundee United wraz z innym Szkotem, Davidem Bowmanem. Już w 1987 roku dotarł z Dundee do finału Pucharu UEFA, jednak Szkoci przegrali 1:2 w dwumeczu z IFK Göteborg. W latach 1987, 1988, 1991 i 1994 dochodził do finału Pucharu Szkocji, ale trofeum to wygrał tylko za czwartym podejściem. W Dundee Jim grał do 1995 i spędził w nim 9 sezonów. Rozegrał 284 mecze i zdobył 12 goli.
W 1995 roku po spadku Dundee do First Division McInally odszedł do Raith Rovers. W 1996 roku ponownie zmienił barwy klubowe i powrócił do Dundee United. Z kolei w latach 1997–1999 występował w rywalu zza miedzy, Dundee FC. Jeszcze w 1999 roku przeszedł do irlandzkiego Sligo Rovers, a karierę piłkarską kończył w 2000 roku jako zawodnik East Fife F.C.

## Kariera reprezentacyjna
W reprezentacji Szkocji McInally zadebiutował 1 kwietnia 1987 roku w przegranym 1:4 meczu eliminacji do Euro 88 z Belgią. W 1992 roku selekcjoner Andy Roxburgh uwzględnił go w kadrze na Euro 92. Na tym turnieju był rezerwowym i wystąpił jedynie w wygranym 3:0 meczu ze Wspólnotą Niepodległych Państw. Ogółem do 1993 roku w kadrze Szkocji wystąpił 10 razy.

## Kariera trenerska
Po zakończeniu kariery McInally został trenerem. Najpierw był grającym menedżerem Sligo Rovers, a w 2004 roku pracował w szkockim Greenock Morton F.C., występującym w Scottish Second Division. W sezonie 2006/2007 awansował z tym klubem do First Division. W lutym 2008 zrezygnował ze stanowiska menedżera Greenock Morton. Natomiast 13 marca tamtego roku został zatrudniony w East Stirlingshire z Third Division.